# Subgrupo normal
Em matemática e, em especial em teoria dos grupos, um subgrupo normal  é um subgrupo que é preservado por conjugação, ou seja, {\displaystyle \forall n\in N,g\in G,(gng^{-1})\in N\,}. Em outras palavras, qualquer que seja o elemento x do grupo, os conjuntos x N e N x coincidem.
Se H é um subgrupo normal de G, então o quociente G/H admite uma estrutura de grupo, chamada de grupo quociente.

## Exemplos
- Se e é o elemento neutro do grupo G, então { e } e G são subgrupos normais de G.
- A interseção de subgrupos normais é um subgrupo normal.
- Seja S um subconjunto de G. Então a interseção (não-vazia) dos subgrupos normais de G que contém S é um subgrupo normal de G. Esse é o menor subgrupo normal que contém S.
- Se o grupo é abeliano, então todo subgrupo é normal.
- Um grupo é simples (ver artigo grupo simples) quando os únicos subgrupos normais são { e } e o próprio grupo. Os grupos {\displaystyle (\mathbb {Z} _{p},+)\,} para p primo , são simples. Os grupos das permutações pares {\displaystyle A_{n}\,} para {\displaystyle n\geq 5\,} são simples. Esse fato é crucial para provar que a equação do quinto grau não é resolúvel por radicais.
- Se {\displaystyle \phi :G\to H\,} é um homomorfismo de grupos, e e é o elemento neutro de H, então {\displaystyle \phi ^{-1}\{e\}\,} é um subgrupo normal de G.